# Zbiory rozłączne

Zbiory A i B są rozłączne.

Zbiory rozłączne – dwa zbiory niemające wspólnego elementu; innymi słowy ich część wspólna jest zbiorem pustym:
{\displaystyle A)(B:\Leftrightarrow A\cap B=\emptyset .}
Rozłączność to przykład relacji binarnej między zbiorami. Definiuje się nią dychotomie i wieloargumentową relację rozłączności parami opisaną dalej. Ta ostatnia definiuje rozbicie zbioru – uogólnienie dychotomii.

## Przykłady
Pary zbiorów rozłącznych:
- liczby parzyste i nieparzyste;
- liczby pierwsze i złożone;
- liczby wymierne i niewymierne;
- liczby algebraiczne i przestępne.

Pary zbiorów nierozłącznych, tj. przecinających się:
- owoce i warzywa – pomidor przedstawia obie grupy;
- humaniści i ścisłowcy – Mikołaj Kopernik zajmował się jednocześnie filologią i astronomią;
- nobliści różnych dziedzin – Maria Skłodowska-Curie otrzymała nagrody z fizyki i chemii;
- liczby parzyste i liczby pierwsze – liczba 2 należy do obydwu klas;
- funkcje parzyste i nieparzyste – funkcja stała równa zeru ma obie własności;
- rodziny zbiorów otwartych i domkniętych – zbiór pusty to przykład zbioru otwarto-domkniętego.

## Rozłączność parami

Zbiory A, B i C są rozłączne parami.

W przypadku więcej niż dwóch zbiorów stosuje się pojęcie zbiorów rozłącznych parami. Rodzinę zbiorów {\displaystyle (A_{i})_{i\in I}} nazywa się rodziną zbiorów parami rozłącznych, jeśli każde dwa różne zbiory tej rodziny są rozłączne:
{\displaystyle i\neq j\implies A_{i}\cap A_{j}=\varnothing .}
Przykłady takich rodzin:
- rodzina przedziałów {\displaystyle \{[n,n+1):n\in N\}} – żadne dwa przedziały z tej rodziny nie zawierają tej samej liczby;
- rodzina prostych na płaszczyźnie równoległych do ustalonej prostej – żadne dwie różne proste równoległe nie mają punktu wspólnego;
- rodzina zbiorów postaci {\displaystyle A_{p}=\{p^{i}:i=1,2\dots \}} gdzie {\displaystyle p} jest liczbą pierwszą – każde dwa zbiory {\displaystyle A_{p},A_{q}} dla różnych liczb pierwszych {\displaystyle p,q} są rozłączne.

Jeżeli {\displaystyle (A_{i})_{i\in I}} jest rodziną zbiorów parami rozłącznych, to jej przekrój {\displaystyle \bigcap _{i\in I}A_{i}} jest zbiorem pustym. Wynikanie w drugą stronę – czyli twierdzenie odwrotne – nie zachodzi; przykładem jest rodzina {\displaystyle \{[n,n+1]:n\in \mathbb {N} \}.}